# امرأة في ورطة (مسلسل)
امرأة في ورطة مسلسل درامي، مصري من إنتاج سنة 2010. المسلسل من إخراج عمر عبد العزيز، وتأليف أيمن سلامة، ومن بطولة إلهام شاهين، محمود قابيل، سوسن بدر، عبير صبري، حسين الإمام وكريم محمود عبد العزيز.

## قصة المسلسل
تدور أحداث المسلسل حول (ندى) أرملة أحد الوزراء، وتنتمي إلى الطبقة الارستقراطية لكنها تحب أحد رجال الأعمال وتتزوجه سرًّا ويتم قتله فجأة، ويوجه إليها الاتهام مما يوقعها في صدام مع ابنها الوحيد عندما يكتشف حقيقة زواجها السري.

## طاقم العمل
- إلهام شاهين
- محمود قابيل
- سوسن بدر
- عبير صبري
- حسين الإمام
- كريم محمود عبدالعزيز
- عايدة رياض
- أمير شاهين
- ياسر علي ماهر
- عفاف رشاد
- رضا إدريس
- جرير منصور
- عماد رشاد
- سلوى محمد علي
- عبدالرحيم حسن
- عصمت محمود
- شريف عمر
- ندى عادل
- محمد يونس
- ريهام نبيل
- محمد هشام
- مروان وجيه
- عواطف حلمي
- أحمد عطية
- عزت بدران
- غادة فلفل
- سعيد مختار
- ربيع الصغير
- محمود بشير
- محمود جليفون
- يوسف العسال
- مدحت قاسم
- محمد العجمي
- سماح عمار
- رامي يوسف
- محمد الجنايني
- محمد قشطة
- علي جمال الدين
- نانا الإبياري
- خالد خليل
- نهاد سعيد
- إيريني فهمي
- ناصر عيد
- عبدالوهاب الحديدي
- محمد جان
- رنا حسن
- وليد فهمي
- أوليفيا
- عاطف عمار